# Dubljany
Dubljany (in ucraino Дубляни?; polacco: Dublany) è un centro abitato dell'Ucraina, situato nell'oblast' di Leopoli.